# Cyclophora lennigiaria
Cyclophora lennigiaria là một loài bướm đêm trong họ Geometridae.